# Cinnamomum hkinlumense
Cinnamomum hkinlumense är en lagerväxtart som beskrevs av A. J. G. H. Kostermans. Cinnamomum hkinlumense ingår i släktet Cinnamomum och familjen lagerväxter. Inga underarter finns listade i Catalogue of Life.